# 1. FC Francfort
Maillots
Le 1. FC Francfort est un club allemand de football situé à Francfort-sur-l'Oder. Issu de clubs historiques et titrés à l'époque de la RDA, le club fut restructuré en organisme civil, le 7 février 1991.
Fondé à Leipzig en 1951 sous le nom de Vorwärts Leipzig, le club fut "déménagé" à Berlin-Est en 1953 et y a gagné jusqu'en 1971 en tant que Vorwärts Berlin six championnats de RDA ainsi que deux coupes d'Allemagne de l'Est. En 1971, le club est à nouveau "transféré" à Francfort-sur-l'Oder pour former le FC Vorwärts Francfort. Après la réunification allemande, le club prend le nom de FC Victoria '91 Francfort puis le Francfort FC Viktoria. Le 1er juillet 2012, à la suite de la fusion avec le MSV Eintracht Francfort (de), le club est renommé 1. FC Francfort.

## Historique
- (de) Cet article est partiellement ou en totalité issu de l’article de Wikipédia en allemand intitulé « 1. FC Frankfurt » (voir la liste des auteurs).

### 1951 à 1953 – Leipzig

#### Fondation
Au début des années 1950, la Hauptverwaltung Ausbildung (HVA, Direction générale de la formation), précurseur de la Kasernierte Volkspolizei (KVP, Police populaire en caserne) fonde l'association sportive "Vorwärts", qui sur le modèle soviétique, devait servir de "phare" sportif pour les forces armées nationales. Par un championnat interne, le Leipziger Vorwärts-Sportgruppe gagne 9-2 contre le SV Vorwärts Burg, après quoi Leipzig est déclarée base de football de la HVA. Le club est introduit par décision politique en DDR-Oberliga 1951-1952, et le groupe sportif devient le SV Volkspolizei (VP) Vorwärts Leipzig. Ce nom est mentionné pour la première fois le 2 août 1951, mais la date exacte de fondation du club est inconnue.

#### Premières années en Oberliga
Lors de sa première saison, le SV Vorwärts concourt sous les couleurs noir, rouge et or. Les matchs à domicile se jouent au Wackerstadion: dans le quartier de Gohlis. Au cours de la saison, le club subit son premier changement de nom et devient le SV Vorwärts der Hauptverwaltung Ausbildung (HVA) Leipzig. Cependant, l'équipe n'atteint que la 15e place et ne se sauve que tardivement de la relégation. La saison suivante, le club change de couleurs (rouge et jaune), et change encore de nom le 2 novembre 1952 en SV Vorwärts der Kasernierten Volkspolizei (KVP) Leipzig.
En outre, lors de la saison, huit joueurs sont débauchés des rivaux locaux du BSG Chemie Leipzig, plus réputés sportivement, provoquant la colère des supporters lipsois. Mais malgré ces renforts, aucune amélioration des performances n'est constatée, et le club est relégué à la fin de la saison 1952-1953, ayant fini 14e. Les derniers matchs de la saison se déroulent sous un nouveau nom, au Friedrich-Ludwig-Jahn-Sportpark de Berlin-Est.

### 1953 à 1971 – Berlin

#### Déménagement à Berlin
En raison notamment de l'impopularité du Vorwärts à Leipzig en comparaison au Chemie, et de l'absence des clubs berlinois en DDR-Oberliga (qui avait déjà causé des décisions controversées en matière de politique sportive les années précédentes), le Vorwärts déménage à Berlin-Est. En effet, les équipes est-berlinoises peinaient à rester en première division, étant donné que beaucoup des meilleurs joueurs migraient vers Berlin-Ouest, ainsi le plan a été mis en œuvre afin de créer une équipe aussi compétitive que possible en DDR-Liga avec une équipe de militaires largement "résistants à la fuite", via le déménagement du Vorwärts Leipzig. Ainsi, à partir de la saison 1953-1954, le club devient le SV Vorwärts der KVP Berlin.
Un an plus tard, une autre équipe de "forces en uniforme" est déménagée à Berlin, cette fois arrivant de Dresde, le SC Dynamo Berlin. Une des raisons de cette décision est possiblement le manque de confiance accordée envers les footballeurs de l'armée, ayant déjà obtenu de mauvais résultats à Leipzig. Le SG Dynamo Dresde, quant à lui, a déjà un titre de champion (1953) et une troisième place (1954) à son actif.
Lors de sa première saison en 2e division, le SV Vorwärts remonte en DDR-Oberliga. Le club change deux fois de nom lors de la saison, devenant le Zentraler Sportklub (ZSK) Vorwärts der KVP Berlin le 27 septembre 1953 puis le ZSK Vorwärts Berlin le 7 mars 1954. Ils remportent de plus la FDGB-Pokal face aux favoris de DDR-Oberliga, le Motor Zwickau.
À cette époque l'équipe continue à alterner entre le centre de formation et la résidence à Leipzig et le stade à Berlin. Cette situation ayant un impact négatif sur les performances, le club est transféré à Strausberg, à l'est de la capitale, pendant la saison 1954-1955. Les joueurs sont également invités à déménager, mais 16 joueurs refusent et restent à Leipzig. Avec l'équipe réserve de l'ancien SV Vorwärts Leipzig, restée à Leipzig, et la deuxième équipe masculine du SC DHfK Leipzig, ils fondent l'équipe du nouveau SC Vorwärts Leipzig qui déménage à Cottbus.

#### Succès sous le nom d'ASK Vorwärts
Les joueurs transférés à Berlin sont renforcés par la moitié de l'équipe première du SC DHfK Leipzig (la majeure partie de l'autre moitié passe sous la coupe du SC Dynamo Berlin). Au départ, le Vorwärts continue à évoluer dans le ventre mou (8e en 1954-1955, 10e dans la saison de transition de 1955. L'année 1956 marque un changement pour le club, qui finit 6e en championnat, et qui atteint la finale de la FDGB-Pokal (finale que le club perdra contre le SC Chemie Halle-Leuna).
Des changements organisationnels ont en effet été opérés. En janvier 1956, la Nationale Volksarmee (NVA) émerge du KVP, et le 1er octobre l'Armeesportvereinigung Vorwärts est fondée. Le 31 octobre, le club prend le nom de Zentraler Armeesportklub (ZASK) Vorwärts Berlin. En février 1957, le club devient l'ASK Vorwärts Berlin, ce qui marquera le début des succès du club. Au cours de 5 saisons, de 1957 à 1962, le club ne quitte pas les deux premières places du championnat. Ils remportent la DDR-Oberliga à trois reprises (1958, 1960, 1961-1962), et participent à la Coupe des clubs champions européens. En outre, le club est le premier club est-allemand à disputer la Coupe des vainqueurs de coupe lors de la saison 1960-1961. Un des moments forts de cette période est le match aller du premier tour de Coupe des clubs champions européens 1959-1960, lors duquel le Vorwärts bat les Wolverhampton Wanderers sur un score de 2-1 devant 65 000 spectateurs au Walter-Ulbricht Stadion.

#### Renommage en FC Vorwärts
Après une troisième place en 1963 et une cinquième place en 1964, le club est à nouveau champion en 1965, et défend son titre la saison suivante. En 1965, le football a obtenu un statut spécial parmi les sports de compétition dans la RDA, qui promeut lourdement ce sport.
Ainsi, les sections de football sont séparés des clubs sportifs, dans les chefs-lieux de la RDA, afin d'être indépendants. Dans le cas de l'ASK Vorwärts, la section football est séparée et prend le nom de FC Vorwärts Berlin.
Le Dynamo devient également indépendant et prend le nom de BFC Dynamo en 1966. Avec le 1. FC Union Berlin (précédemment TSC Berlin), nouvellement fondé, la capitale était enfin représentée avec trois clubs de football en DDR-Oberliga.

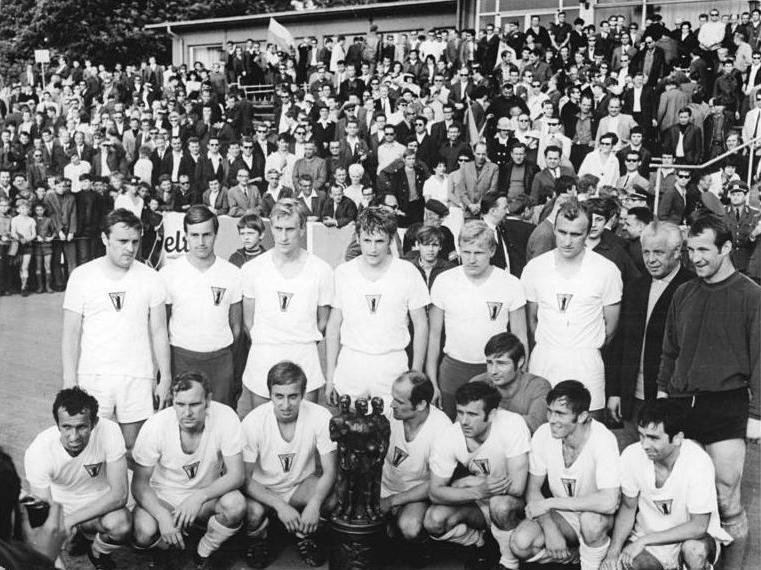
L'équipe ayant remporté la FDGB-Pokal en 1970

Lors des saisons suivantes, jusque 1970, la concurrence intra-berlinoise ne venait pas du BFC Dynamo, qui est même brièvement descendu en DDR-Liga, mais du 1. FC Union Berlin. En 1967, les Unioner devancent le Vorwärts au classement, et ils remportent la coupe en 1968. Mais lors de la saison 1968-1969, le rapport de force est à nouveau modifié, le Vorwärts remportant leur 6e titre, alors que les concurrents berlinois sont 10e (Dynamo) et 13e (Union). La saison suivante, les militaires sont vice-champions et remportent pour la deuxième fois la FDGB-Pokal.
Ainsi dans les années 1950 et 1960, le Vorwärts Berlin est une équipe prépondérante en RDA, et il devance nettement le BFC Dynamo, qui avait initialement de plus grands espoirs lors de son déménagement de Dresde en 1954. À deux exceptions près, le Vorwärts devance toujours son rival au classement, et remporte également la confrontation directe avec 14 victoires, 8 nuls et 8 défaites.

### 1971 à 1991 – Francfort/Oder (RDA)

#### Déménagement à Francfort/Oder
Par décision du Ministère de la Défense nationale de la RDA, le Vorwärts est déplacé à Francfort-sur-l'Oder. Le contexte de ce déménagement n'a jamais été expliqué publiquement, mais le patron de la Stasi, Erich Mielke, semble avoir joué un rôle décisif en convainquant le ministre de la Défense, Heinz Hoffmann de la "nécessité" de déménager le club. Ainsi il est soupçonné que le BFC Dynamo, que préférait le patron de la Stasi, étant président du SV Dynamo (de), devait être transformé en un club d'élite de la capitale. Ainsi la décision de déplacer le Vorwärts visait à se débarrasser d'un rival bien plus couronné de succès et populaire. De plus, le 22 avril 1969, le présidium du DTSB (en) prend une décision sur la poursuite du développement des sports de compétitions jusqu'aux Jeux olympiques d'été de 1972. 
 « L'ASK Vorwärts Berlin, implantée sur le territoire du District de Francfort-sur-l'Oder, sera progressivement transférée dans la capitale du district sous le nom d'ASK Vorwärts Frankfurt (Oder). Le SC Francfort (de) doit être dissous. » 
 Dans le cadre du déménagement du FC Vorwärts, l'équipe du Dynamo Francfort promue en DDR-Liga en 1971, est déplacée à Fürstenwalde/Spree et prend le nom de SG Dynamo Fürstenwalde.
La dernière saison berlinoise du FC Vorwärts (1970-1971) se termine en milieu de classement. Le club atteint de plus les quarts de finale de la Coupe des vainqueurs de coupe.

#### FC Vorwärts Francfort
Le club joue désormais dans la ville bordant l'Oder sous le nom de FC Vorwärts Frankfurt. En 1974, il bat la Juventus Turin 2-1 à domicile lors du match aller du premier tour de Coupe UEFA 1974-1975. Par la suite, un changement de direction entrave l'obtention de nouveaux succès. Après une 12e place en championnat (dernière place non relégable), l'équipe atteint de manière inattendue la finale de la FDGB-Pokal en 1976. Cependant, elle perdra cette finale nettement sur un score de 3-0 en faveur du 1. FC Lokomotive Leipzig. Lors de la saison 1977-1978, la relégation ne peut plus être évitée. Pour la première fois depuis 1953, le club disputera la DDR-Liga. Il parviendra cependant à remonter immédiatement en 1re division.
Au début des années 1980, le FC Vorwärts Frankfurt connait une véritable résurrection sportive en obtenant un ticket pour la Coupe UEFA pendant trois saisons consécutives. De plus, en 1981, ils disputent à nouveau la finale de la FDGB-Pokal, où ils s'inclinent à nouveau face au Lok Leipzig (1-4). En outre, le club obtient le meilleur résultat de son ère francfortoise avec une deuxième place lors de la saison 1982-1983 de DDR-Oberliga, loin derrière son ancien rival local, le BFC Dynamo, qui dominait le championnat depuis plusieurs années.
À la fin de la saison 1987-1988, le club descend encore en DDR-Liga, à la suite d'une défaite 1-0 sur le terrain du BFC Dynamo. La défaite des francfortois sauve de plus le 1. FC Union Berlin d'une relégation qui semblait déjà actée.

### Depuis 1991 et la réunification

#### 1991: Refondation
Avec la fin de la RDA, la fin du FC Vorwärts est également prononcée, la NVA étant dissoute le 3 octobre 1990. Lors de la dernière saison du championnat est-allemand, l'équipe concourt ainsi sous le nom de FC Victoria '91 Francfort à partir de février 1991, ayant tout juste été promue de 2e division. Grâce à la refondation officielle du club sous ce nouveau nom, l'équipe a pu terminer la saison.
Cependant, le club rate son objectif principal, à savoir la qualification pour la saison suivante de Bundesliga ou de 2. Bundesliga. Le FC Victoria finit ainsi la saison 14e et dernier, et n'atteint même pas le tour de qualification pour la 2e division, qui nécessitait une 12e place au minimum. Le club disparaît ainsi du paysage du football professionnel.

### Frankfurter FC Viktoria
Avec une équipe de "sans-nom", ils parviennent à empêcher une nouvelle descente sportive et prennent le 11e rang de la NOFV-Oberliga (Groupe Nord) lors de la saison 1991-1992, leur assurant un maintien dans la ligue.
Après la 5e journée de la saison 1992-1993, le club prend le nom de Frankfurter FC Viktoria 91, s'inspirant de l'ancien club de la ville, le Viktoria F.S.C. 04, qui existait avant la guerre, et dont la tradition a été reprise. 
Lors des saisons suivantes, le club alterne entre la NOFV-Oberliga et la Brandenburg-Liga, puis se stabilise en Brandenburg-Liga à partir de la saison 2003-2004.

### 1. FC Francfort
Le 1er juin 2012, le Frankfurter FC Viktoria fusionne avec le MSV Eintracht Francfort (de), et prend le nom de 1. FC Frankfurt (Oder) E. V., E. V. représentant les deux clubs prédécesseurs (Eintracht Viktoria).
L'objectif de la fusion est de faire monter le club dans les divisions supérieures. Le premier succès du club est célébré à la fin de la saison 2014-2015. L'équipe bat le SC Eintracht Miersdorf/Zeuthen 5-1, remporte la Brandenburg-Liga, et obtient son ticket pour la NOFV-Oberliga. Lors de leur première saison de retour en 5e division, ils terminent 15e et ne doivent leur salut qu'à la faillite et la rétrogradation du 1. FC Neubrandenburg 04. Après un nouveau faux départ lors de la saison 2016-2017, avec un seul point et une différence de buts de -9 lors des trois premiers matchs, le reste de la saison n'est pas beaucoup plus brillant, et se solde à nouveau par une 15e place à la suite du retrait du SV Germania 90 Schöneiche (en). Comme lors de la saison précédent, le club doit à nouveau son salut à des décisions administratives, notamment la dissolution de l'équipe réserve du RB Leipzig, la rétrogradation du FC Schönberg 95 (en) en Landesliga Mecklembourg-Poméranie-Occidentale, et la promotion du FC Carl Zeiss Iéna à l'issue de la saison de Regionalliga. À l'issue de la saison 2017-2018, le club finit 16e et sera relégué en 6e division, après trois ans de survie en NOFV-Oberliga.
Le club remporte à nouveau la Brandenburg-Liga en 2021-2022, et revient en 5e division, mais sera immédiatement relégué à la fin de la saison 2022-2023.

## Palmarès
- Championnat de RDA de football
  - Champion : 1958, 1960, 1962, 1965, 1966, 1969
- Championnat de RDA de football de deuxième division
  - Champion : 1954, 1979, 1990

- Coupe d'Allemagne de l'Est de football
  - Vainqueur : 1954, 1970

- Coupe des clubs champions européens : 
  - 1969-1970 : Quart de finale

- Coupe d'Europe des vainqueurs de coupe de football : 
  - 1970-1971 : Quart de finale

- Coupe UEFA : 
  - 1980-1981 : 2e tour

## Historique du nom et du logo
| Date              | Nom complet                                                       | Nom abrégé                  |
| ----------------- | ----------------------------------------------------------------- | --------------------------- |
| 2 août 1951       | Sportvereinigung Volkspolizei Vorwärts Leipzig                    | SV VP Vorwärts Leipzig      |
| 27 avril 1952     | Sportvereinigung Vorwärts der Hauptverwaltung Ausbildung Leipzig  | SV Vorwärts der HVA Leipzig |
| 2 novembre 1952   | Sportvereinigung Vorwärts der Kasernierten Volkspolizei Leipzig   | SV Vorwärts der KVP Leipzig |
| 3 avril 1953      | Sportvereinigung Vorwärts der Kasernierten Volkspolizei Berlin    | SV Vorwärts der KVP Berlin  |
| 27 septembre 1953 | Zentraler Sportklub Vorwärts der Kasernierten Volkspolizei Berlin | ZSK Vorwärts der KVP Berlin |
| 7 mars 1954       | Zentraler Sportklub Vorwärts Berlin                               | ZSK Vorwärts Berlin         |
| 31 octobre 1956   | Zentraler Armeesportklub Vorwärts Berlin                          | ZASK Vorwärts Berlin        |
| 1er février 1957  | Armeesportklub Vorwärts Berlin                                    | ASK Vorwärts Berlin         |
| 18 janvier 1966   | Fußballclub Vorwärts Berlin                                       | FC Vorwärts Berlin          |
| 14 août 1971      | FC Vorwärts Frankfurt                                             | FC Vorwärts Frankfurt       |
| 7 février 1991    | FC Victoria '91 Frankfurt                                         | FC Victoria 91              |
| 29 août 1992      | Frankfurter FC Viktoria 91                                        | FFC Viktoria 91             |
| 1er juillet 2012  | 1. FC Frankfurt (Oder) E. V.                                      | 1. FC Frankfurt             |

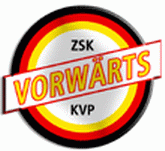
ZSK Vorwärts der KVP Berlin (1953–1956)
ASK Vorwärts Berlin (1956–1966)
FC Vorwärts Berlin (1966–1971)
FC Vorwärts Frankfurt (1971–1991)
FC Victoria 91 Frankfurt (1991–1992)
Frankfurter FC Viktoria 91 (1992–2012)
1. FC Frankfurt (depuis 2012)

## Anciens joueurs
- Gerhard Körner
- Jürgen Nöldner